# Нижатичі
Нижатичі (пол. Niżatyce) — село на Закерзонні в Польщі, у гміні Каньчуга Переворського повіту Підкарпатського воєводства.
Населення — 549 осіб (2011).

## Історія
Після захоплення Галичини поляками Оттон Пілицький надавав лицарю Вербенці село Микуличі в 1375 р., називаючи в цьому ж документі сусідні села Нижатичі, Сетеш, Острів. Тоді ж початі латинізація та полонізація місцевого українського населення лівобережного Надсяння, зокрема вже до 1391 р. утворили в Нижатичах латинську парафію. Після смерті Оттона Пілицького всі довколишні села були у власності його доньки Ельжбети Грановської, яка 2 травня 1415 р. вийшла заміж за короля Владислава II Ягайла і Нижатичі стали королівською власністю. В 1515 р. село входило до каньчуцького ключа Перемишльської землі Руського воєводства.
У 1831 р. в селі було 139 греко-католиків, які належали до парафії Кречовичі Каньчуцького деканату Перемишльської єпархії.
Відповідно до «Географічного словника Королівства Польського» в 1886 р. Нижатичі знаходились у Ланцутському повіті Королівства Галичини і Володимирії, було 379 мешканці. За даними Шематизму того року в селі було 200 греко-католиків.
На 1913 р. в селі було 296 греко-католиків, які належали до парафії Кречовичі, надалі в Шематизмах подається тільки загальна кількість греко-католиків для всієї парафії.
На 1 січня 1939 року в селі проживало 560 мешканців, з них 170 українців-грекокатоликів, 470 поляків і 20 євреїв. На той час унаслідок півтисячоліття латинізації та полонізації українці лівобережного Надсяння опинилися в меншості. Адміністративно село входило до ґміни Каньчуга Переворського повіту Львівського воєводства. Грекокатолики належали до парафії Каньчуга Лежайського деканату Перемишльської єпархії.
1945 року з села до СРСР вивезли 7 українців (1 сім'я). Переселенці прибули до Тернопільської області. Решта українців не могла протистояти антиукраїнському терору після Другої світової війни.
У 1975-1998 роках село належало до Перемишльського воєводства.

## Демографія
Демографічна структура станом на 31 березня 2011 року:
|          | Загалом | Допрацездатний вік | Працездатний вік | Постпрацездатний вік |
| -------- | ------- | ------------------ | ---------------- | -------------------- |
| Чоловіки | 279     | 64                 | 189              | 26                   |
| Жінки    | 270     | 58                 | 149              | 63                   |
| Разом    | 549     | 122                | 338              | 89                   |

## Зовнішні посилання
- Niziatycze // Słownik geograficzny Królestwa Polskiego. — Warszawa : Druk «Wieku», 1886. — Т. VII. — S. 166. (пол.)

| Підкарпатське воєводство | Це незавершена стаття про Підкарпатське воєводство. Ви можете допомогти проєкту, виправивши або дописавши її. |